# Kfz-Kennzeichen (Gambia)

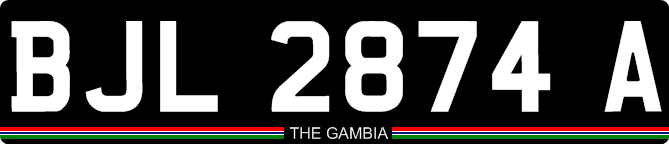
Kfz-Kennzeichen aus Gambia

Die Kfz-Kennzeichen von Gambia bestehen seit 1999 aus einer Zahlen- und Buchstabenkombination und wird vom Police Licensing Department vergeben.

## Beschreibung

### Kennzeichen für Automobile

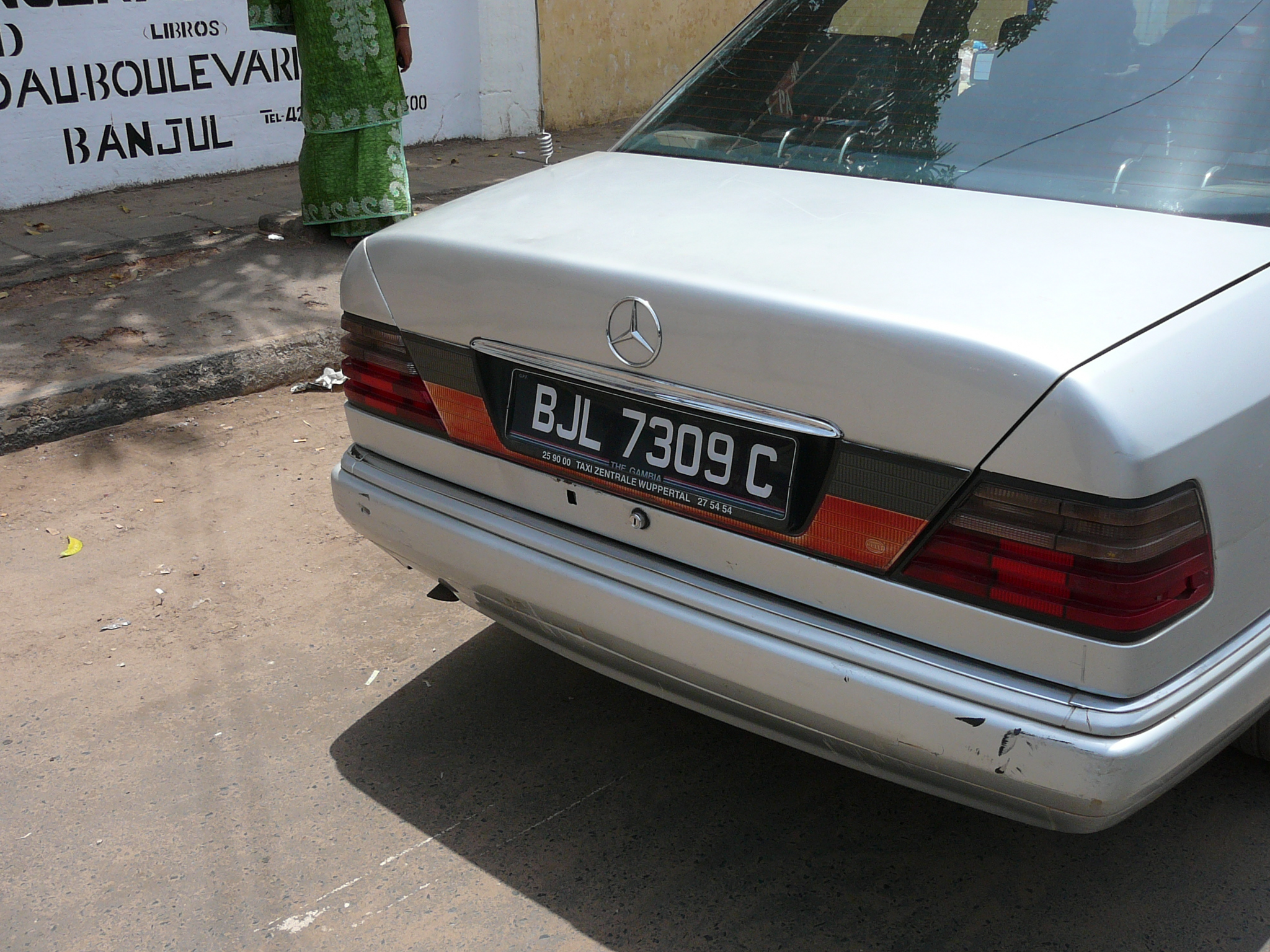
Typisches gambisches Kfz-Kennzeichen, hier in Banjul

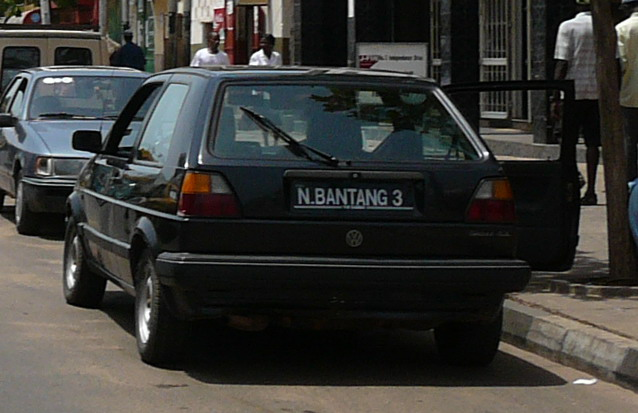
Ein Fahrzeug mit einem persönlichen Kennzeichen

Die Erteilung eines Kfz-Kennzeichen kostet 800 Dalasi (rund 23 Euro). Es gibt auch die Möglichkeit eines persönlichen Kennzeichens. Dieses Kennzeichen mit einem Namen, beispielsweise einem Vornamen und einer Ziffer, kostet 2300 Dalasi (rund 66 Euro), kommt seltener vor und wird von wohlhabenden Gambiern beantragt. Ein typisches Kennzeichen, meistens in weißer Schrift auf schwarzem Untergrund oder schwarzer Schrift auf gelbem Untergrund, lautet: 

„BJL 7309 C“

Aufbau der Schilder
1. Eine zwei- oder dreistellige Buchstabenkombination steht für die Region (siehe Verwaltungsgliederung Gambias), in der das Fahrzeug zugelassen wurde. Der Buchstabe D auf den Schildern stammt von der ursprünglichen Bezeichnung Division statt Region. Die Bezeichnung in der Verwaltungsgliederung wurde 2007 geändert, die Bezeichnungen der Kfz-Kennzeichen wurde auch angepasst. So wurde aus der Bezeichnung URD, die URR.[3]
BJL – Banjul (bzw. Greater Banjul Area)
WD (alt), WCR (neu) – West Coast Region
NBD (alt), NBR (neu) – North Bank Region
LRD (alt), LRR (neu) – Lower River Region
CRD (alt), CRR (neu) – Central River Region
URD (alt), URR (neu) – Upper River Region
KM – Kanifing Municipal
2. Eine vierstellige Zahlenkombination
3. Ein Buchstabe von A bis R.[4]

Die Kombination KM für „Kanifing Municipal“ wird seltener vergeben. Meistens findet man in der Kombo-St. Mary Area die Kennzeichen-Kombination BJL. Das liegt mit daran, dass ankommende Fahrzeuge den Hafen Banjuls nicht ohne amtliches Kennzeichen verlassen dürfen.

### Kennzeichen für Motorräder
Kennzeichen für Motorräder haben ein „MC“ (englisch Motorcycle), eine Buchstabenkombination für die Region (bis 2007: Division) und eine vierstellige Zahlenkombination. Früher befand sich kein Buchstabe nach der Zahlengruppe, was aber jetzt nicht mehr so ist.

### Nationalitätszeichen
Das Nationalitätszeichen für Gambia lautet WAG (englisch West Africa Gambia) und wird seit 1932 verwendet. Man findet aber nur sehr wenige Fahrzeuge mit diesem Kennzeichen.

### Sonderkennzeichen
Das Heer der gambischen Streitkräfte, die Gambia National Army, benutzt das Kürzel GNA.

## Reform 2019

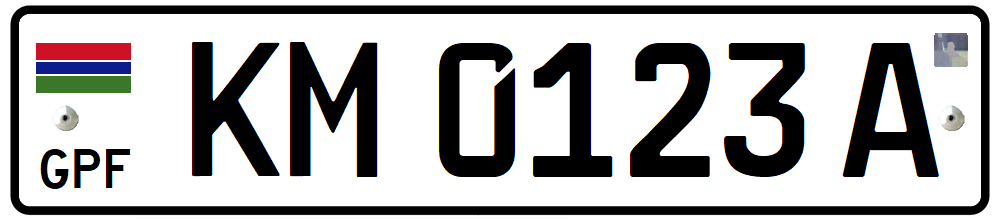
Kennzeichen ab 2019

Im September 2019 wurde angekündigt, dass zusammen mit der Comfort Quality Services Ltd., ein neues Kennzeichensystem eingeführt wird. Im Gegensatz zu den bisherigen Nummernschildern sollen die neuen Nummernschilder langlebiger sein und haben stärkere Sicherheitsmerkmale, da sie aus Aluminium gefertigt sind. Die Gebühren betragen für Kfz-Kennzeichen D1200, für Motorrad-Nummernschilder D630 und für personalisierte Nummernschilder D5000.
Die aktuellen Kennzeichen (Stand: Februar 2020) sind weiß mit schwarzer Schrift (privat) oder gelb mit schwarzer Schrift (kommerziell). Am linken Rand befindet sich die gambische Nationalflagge und darunter „GPF“ (Gambia Police Force).